# Dieta de Paderborn

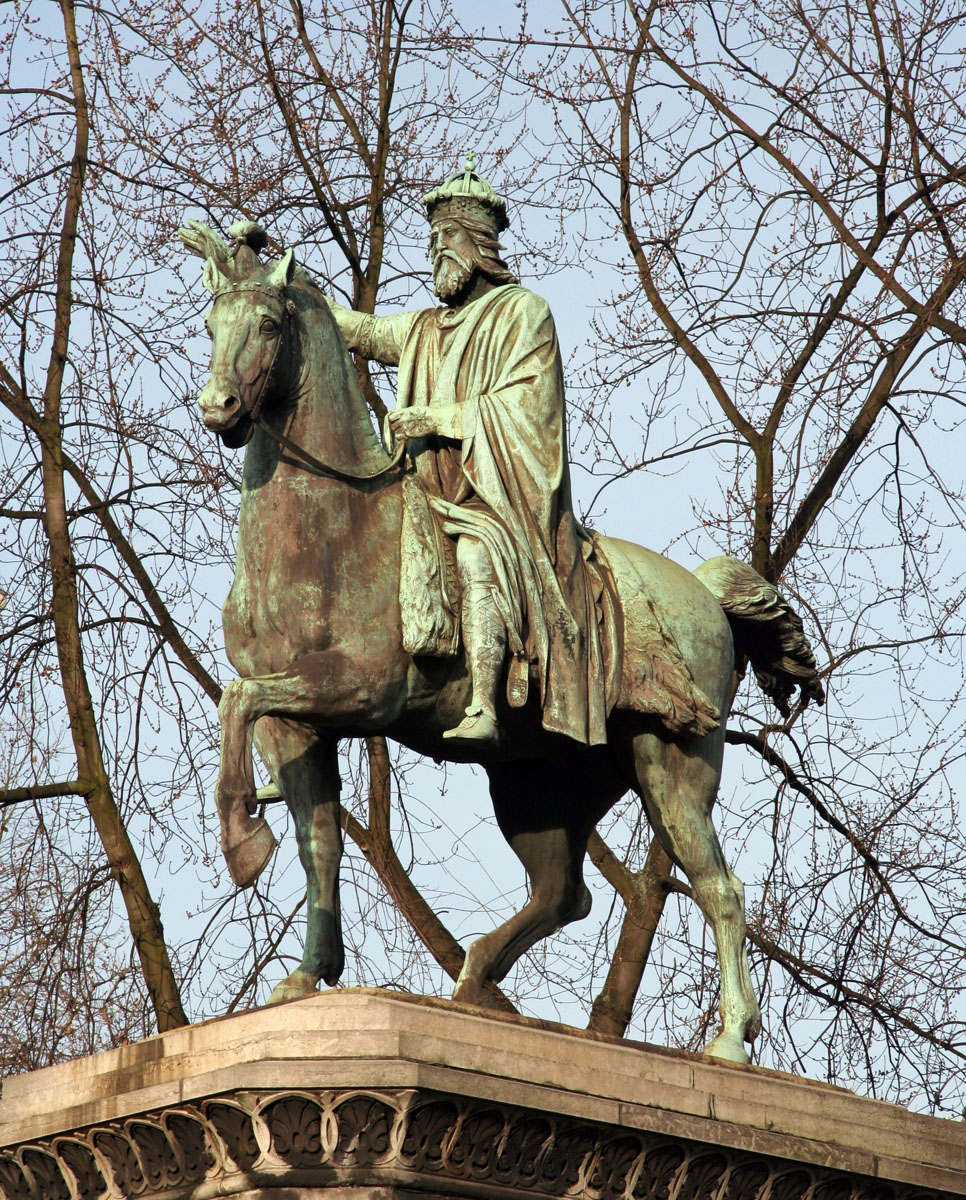
Estatua de Carlomagno en el bulevar d'Avroy, en el centro de Lieja, Bélgica.

La Dieta de Paderborn fue una dieta imperial en tiempos de Carlomagno que, de acuerdo con los Annals Franco Royal, se reunió en la ciudad de Paderborn (Padari Brunno en los documentos medievales) el año 777.
Durante las Guerras sajonas, Paderborn tuvo gran importancia y en el año 777 fue sede de la primera dieta imperial en tierras sajonas. Precisamente esta fecha es la primera referencia escrita que se conserva de Paderborn (Poeta Saxo, Annales).
Por otro lado, los preparativos de una invasión del norte de España por parte de los francos se concretó en la misma dieta de Paderborn, a la cual acudieron, entre otros, el gobernador musulmán de Barcelona, Sulayman ben al-Arabí, quien ofreció a Carlomagno su vasallaje y el de las ciudades que dominaba. Fue entonces cuando se decidió una guerra de conquista que permitiera crear la futura Marca Hispánica. La invasión se llevó a cabo, pero no fue muy exitosa, como lo demuestra el ejemplo de la batalla de Roncesvalles en Navarra.
Según el historiador musulmán Ali ibn al-Athir, a esta dieta asistieron también los gobernadores musulmanes de Zaragoza, Huesca y Gerona, los cuales estaban enfrentados a Abderramán I, el emir de Córdoba.
De resultas de la dieta, en el periodo 785-790, grupos de francos y judíos conquistaron Gerona, Vich (Ausona), Seo de Urgel y una parte de la costa mediterránea.